# Spermacoce brassii
Spermacoce brassii là một loài thực vật có hoa trong họ Thiến thảo. Loài này được Gideon miêu tả khoa học đầu tiên năm 1983.